# Plantae Preissianae
Plantae Preissianae (abreviado Pl. Preiss.) es un libro con descripciones botánicas que fue escrito por Johann Georg Christian Lehmann y editado en Hamburgo con el nombre de Plantae Preissianae sive enumeratio plantarum : quas in Australasia Occidentali et meridionali-occidentali annis 1838-1841 collegit Ludovicus Preiss, partim ab aliis partim a se ipso determinas descriptas illustratas edidit Christianus Lehmann en el año 1844—1847, en 2 volúmenes y siete partes.

## Publicación
- Volumen n.º 1(1): 3-160. 19-21 Sep 1844;
- Volumen n.º 1(2): 161-320. 9-11 Feb 1845;
- Volumen n.º 1(3): 321-480. 14-16. Aug 1845;
- Volumen n.º 1(4): 481-647, pref., etc. 3-5 Nov 1845;
- Volumen n.º 2(1): 3-160. 26-28 Nov 1846;
- Volumen n.º 2(2-3): 161-499, pref., etc. 2-5 Aug 1848.